# 過失運転致死傷罪
過失運転致死傷罪（かしつうんてんちししょうざい）は、自動車の運転上必要な注意を怠りよって人を死傷させた際に適用される犯罪である。
刑法の業務上過失致死傷罪の類型であり、元々は、自動車運転過失致死傷罪として、刑法第211条の2に規定されていたが、自動車運転処罰法が成立し、本罪の規定も同法第5条に移管された。

## 経緯・経過

### 経歴
- 2007年（平成19年）6月12日：「自動車運転過失致死傷罪」（旧：刑法第211条の2）を新設する改正刑法が施行。

- 2014年（平成26年）5月20日：自動車運転死傷行為処罰法の施行により、刑法から同法へと「過失運転致死傷罪」として移管・施行された。発覚免脱罪も新設。

### 経過
本罪は、2007年(平成19年)の刑法改正により、刑法211条の2に自動車運転過失致死傷罪として新設された。それ以前は、自動車による人身事故は、業務上過失致死傷罪が適用されていた。自動車の運転は反復継続性があり、人の生命・身体に危害を与える恐れがあるものなので、たとえ私用による運転であっても『業務』に当たる。
従来は、人身事故で適用される罪は、業務上過失致死傷罪のみであったが、東名高速飲酒運転事故が世論に大きく影響し、自動車の人身事故のうち、アルコールや薬物の影響により正常な運転ができない状態での運転や、制御困難な速度で車を運転したこと等による人身事故など、特に悪質な事故について厳罰化するために、2001年(平成13年)の刑法改正により、刑法208条の2に危険運転致死傷罪が新設された。しかし、危険運転致死傷罪が適用される条件がとても厳しく、業務上過失致死傷罪の適用が多かった。また、業務上過失致死傷罪についても、法定刑が5年以下の懲役若しくは禁錮又は100万円以下の罰金となっている。
そこで、従来の業務上過失致死傷罪の類型として、法定刑を7年以下の懲役若しくは禁錮又は100万円以下の罰金に引き上げ、通常の業務行為よりも他人に危害を与える可能性が高い、自動車運転による人の死傷を、通常の業務上過失より重く処断するために、自動車運転過失致死傷罪が刑法に規定された。その後、2013年（平成25年）に、自動車運転処罰法が成立し、本罪と危険運転致死傷罪、共に同法に移管され、刑法211条の2の自動車運転過失致死傷罪は、自動車運転死傷行為処罰法第5条の過失運転致死傷罪に変更された。刑罰の新設後は、人身事故は過失運転致死傷罪の適用となっている。

## 概要
本罪は、法第5条に規定されており、自動車の運転をするにおいて、必要な注意を怠ったことにより人を死傷させた際に適用される罪で、傷害が軽いときは、情状により、その刑を免除することができると定められている。ただし、傷害が軽いからといって必ずしも刑が免除されるわけではない。
本罪は過失犯であるため、過失が認められるための、被害が発生する可能性があることを事前に認識できたかどうかの予見可能性と、適切に行動していればその被害を回避できたかどうかの結果回避可能性が求められる。つまり、運転手に過失があることによって罪が成立する。例えば、居眠りや、前方不注意、信号無視・見落とし、携帯電話を使用しながら運転する行為、その他道交法違反などは、自動車の運転上必要な注意を怠ったとして過失とされる。
自動車による人身事故では、運転手に全く過失がなかったと判断されることはほとんどなく、特に歩行者が被害者の場合、運転手に本罪の容疑がかけられる。ただし実際には、地方検察庁が不起訴（起訴猶予）にする場合もあり、必ずしも全ての人身事故において、本罪の刑事責任が裁判所で処断される訳ではない。

### 法定刑
7年以下の懲役若しくは禁錮又は100万円以下の罰金。

#### 無免許運転による加重
無免許運転の場合は刑が加重され、10年以下の懲役となる。無免許運転と人の死傷との因果関係は不要だが、運転技能がない場合は、危険運転致死傷罪となる。危険運転致死傷罪の成立には、運転技能がないことが必要であり、無免許でも運転技能ありと認められれば過失運転致死傷罪の無免許運転加重となる。例えば、一度も免許を取得していなくても、無免許運転を繰り返しており、運転できるようなら運転技能ありとみなされる。また、一度免許取り消しになり、取得しなかった場合も同様。

### 罪数
- 危険運転致死傷罪が成立する場合は、危険運転致死傷罪と過失運転致死傷罪は、法条競合の関係である。
- 飲酒運転と過失運転致死傷罪は、併合罪の関係である。
- 過失運転致死傷罪と他の道交法違反は、併合罪の関係である。

### 行政処分
また、本罪の刑事処分とは別に、人身事故を起こした運転手には、違反点数の加算や、免許取り消し、免許停止の行政処分が課される。
運転手に加算される免許の点数は、違反行為に対して課される基礎点数と、人身事故の重大性に応じて課される付加点数がある。
| 被害者の被害の程度                    | 専ら加害者の過失の場合 | 左記以外の場合 |
| ------------------------------------- | ---------------------- | -------------- |
| 死亡                                  | 20点                   | 13点           |
| 傷害(治療期間が3ヶ月以上又は後遺障害) | 13点                   | 9点            |
| 治療期間30日以上3ヶ月未満             | 9点                    | 6点            |
| 治療期間15日以上30日未満              | 6点                    | 4点            |
| 治療期間15日未満                      | 3点                    | 2点            |

## 判例
ここでは、過失運転致死傷罪(又は自動車運転過失致死傷罪)が適用され、加害者の判決が確定し、社会的に注目された事故についての概要・判例を示す。
亀岡暴走事故 - 2013年9月30日大阪高等裁判所判決
2012年4月23日、京都府亀岡市で、自動車を無免許で居眠り運転をした少年が、登校中の児童と引率の保護者らに突っ込み、10人が死傷した交通事故。少年は、自動車運転過失致死傷罪と道路交通法違反(無免許運転)の疑いで逮捕された。京都地検と京都府警は、当初、危険運転致死傷罪の適用を視野に入れていたが、危険運転致死傷罪の構成要因を満たさないとして断念し、自動車運転過失致死傷罪などの非行事実で京都家裁に送致した。地検は少年が無免許運転を繰り返しており、事故の直前も無事故で長時間運転していたことから「運転技術はある」と判断し、自動車運転過失致死傷罪で起訴した。2012年2月9日、京都地裁は、少年に対し懲役5年以上8年以下の不定期刑を言い渡した。弁護側、検察側双方が控訴し、大阪高裁は、一審判決を破棄し、懲役5年以上9年以下の不定期刑を言い渡した。弁護側、検察側は上告せず、判決が確定した。
関越自動車道高速バス居眠り運転事故 - 2014年3月25日前橋地方裁判所判決
2012年4月29日、群馬県の関越自動車道で、ツアーバスが防音壁に衝突し、乗客乗員46人が死傷した交通事故。運転手の男は入院していたが、回復後、5月1日に自動車運転過失致死傷罪で逮捕され、22日に起訴された。2014年3月25日、前橋地裁は運転手の男に対し、自動車運転過失致死傷罪、道路運送法違反、電磁的公正証書原本不実記録供用の罪で、懲役9年6ヶ月・罰金200万円の有罪判決を言い渡した。弁護側は控訴せず、判決が確定した。
大津園児死傷事故 - 2020年2月17日大津地方裁判所判決
2019年5月8日、大津市の交差点で、青信号で右折車が右折しようとしたことにより、同じく青信号で直進してきた対向直進車と接触し、そのはずみで直進車が、信号待ちをしていた散歩中の保育園児らに突っ込み、16人が死傷した事故。滋賀県警は、直進車と右折車をそれぞれ運転していた女2人を過失運転傷害で現行犯逮捕した。右折車の女は、過失運転致死傷罪、ストーカー規制法違反などの罪で起訴され、大津地裁は、2020年2月17日に右折車の女に対し、前方不注意により直進車に気づかず、右折をしようとしたことを事故の主たる原因とし、禁錮4年6ヶ月の実刑判決を言い渡した。これに対し、右折車の女は控訴していたが、4月に取り下げ判決が確定した。
なお、直進車の運転手は逮捕当日に釈放され、その後不起訴処分になった。遺族はこれを不服として、2021年5月7日大津検察審査会に審査を申し立てたが、2021年12月15日、検察審査会は「不起訴相当」と議決した。

## 過失運転致死傷アルコール等影響発覚免脱罪

### 概要
過失運転致死傷アルコール等影響発覚免脱罪は、自動車運転処罰法4条の行為をした場合をより重く処罰するように規定している。
つまり、酒や薬物の影響で、車の走行中に正常な運転に支障が出る恐れがある状態で運転し、運転上必要な注意を怠ったことにより人身事故を起こし(過失運転致死傷罪を犯した状態で)、事故後にさらにアルコールや薬物を摂取したり、現場から逃走したりすることで、事故当時に飲酒運転・麻薬運転をしていたことを隠蔽しようとすることを罪としている。運転時のアルコール、薬物の摂取を隠蔽する目的であれば、他の方法でも成立するとされる。
なお、現場から逃走した場合は、道交法の救護義務違反も成立し、本罪とは併合罪の関係になる。
正常な運転に支障がでる恐れのある状態であり、本罪の成立のために実際に運転に支障が出ている必要はなく、仮にそうであれば、危険運転致死傷罪が成立するとされる。

### 法定刑
12年以下の懲役。

#### 無免許運転による加重
無免許運転の場合は刑が加重され、15年以下の懲役となる。運転技能がなければ危険運転致死傷罪の適用となる。運転技能を有する、有さないの基準などの詳細ついては、前述の過失運転致死傷罪の無免許加重の内容と同様。